# NGC 3413
NGC 3413 is een lensvormig sterrenstelsel in het sterrenbeeld Kleine Leeuw. Het hemelobject werd op 7 december 1785 ontdekt door de Duits-Britse astronoom William Herschel.

## Synoniemen
- UGC 5960
- MCG 6-24-24
- ZWG 184.27
- KUG 1048+330
- IRAS 10485+3301
- PGC 32543